# Pseudestola densepunctata
Pseudestola densepunctata är en skalbaggsart som beskrevs av Stefan von Breuning 1940. Pseudestola densepunctata ingår i släktet Pseudestola och familjen långhorningar. Inga underarter finns listade i Catalogue of Life.